# Pentádio (mestre dos ofícios)

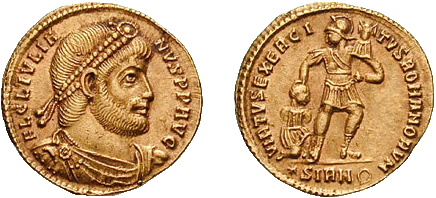
Soldo de Juliano

Pentádio (em latim: Pentadius) foi um oficial romano do século IV, ativo durante o reinado do imperador Constâncio II (r. 337–361). Aparece pela primeira vez em 354, como notário, quando auxiliou no inquérito conduzido em Pola por Eusébio e Malobaldo acerca da conduta do césar Constâncio Galo, bem como na posterior execução do último. Entre 358-360, exerceu ofício de mestre dos ofícios na Gália sob o césar Juliano.
Ainda em 358, discutiu com Juliano e ajudou Paulo e Gaudêncio a removerem Salúcio. Em 360, convenceu Juliano, com ajuda de Nebrídio e Decêncio, a atender a solicitação de tropas feito por Constâncio II. Posteriormente, Pentádio seria julgado por Juliano por sua participação na queda de Constâncio Galo, mas foi absolvido pela comissão realizada na Calcedônia em 361.